# Süchbaatar-Aimag
Koordinaten: 46° 42′ N, 113° 18′ O
Der Süchbaatar-Aimag (mongolisch Сүхбаатар Аймаг) ist ein Aimag (Provinz) der Mongolei, im Osten des Landes gelegen.
Dieser Aimag wurde nach dem mongolischen Revolutionshelden Damdin Süchbaatar benannt.

## Geographische Lage
Im Osten der Mongolei geht die hügelige Steppe in eine wellige bis flache Landschaft über. Im Süden entspricht die Vegetation einer Halbwüste, als nordöstlicher Ausläufer der Gobi. Die mittlere Höhe bewegt sich zwischen 1000 und 1200 m.
Abgesehen davon gibt es im Süchbaatar-Aimag 220 erloschene Vulkane.

## Verkehr
Überlandreisen sind praktisch nur beritten oder mit einem Geländefahrzeug möglich.
Der Flughafen von Baruun-Urt (ZMBU/UUN) verfügt über zwei Landebahnen, eine davon befestigt.

## Wirtschaft
Der Süchbaatar-Aimag ist eine der einkommensschwächsten Gegenden der Mongolei, ohne nennenswerte Industrie.
Die Menschen auf dem Land leben praktisch ausschließlich von der nomadischen Viehwirtschaft, im äußersten Norden wird auch Ackerbau betrieben.
Die meisten Einwohner der Hauptstadt Baruun-Urt leben von der örtlichen Zink-Mine oder von einem der nahegelegenen Kohlebergwerke.

## Kultur
Das Kloster Erdenemandal Chiid ist nur eine Erinnerung an den einstigen Glanz. Der ursprüngliche Standort etwa 20 km entfernt soll sieben Tempel und 1000 Mönche beherbergt haben, bis es den stalinistischen Säuberungen von 1938 zum Opfer fiel.
Im Tal Churgurin Chundii finden sich etwa ein Dutzend Steinstatuen aus dem 10. bis 13. Jahrhundert. Die Bedeutung der Figuren ist umstritten.

## Natur
In der Steppe leben große Bestände von Mongolischen Gazellen. Andere Wildtiere schließen Füchse, Wölfe, Murmeltiere und Wildkatzen ein.
Der Kegel des erloschenen Vulkans Schiliin Bogd Uul ist mit seiner Höhe von 1778 m aus allen Richtungen bereits aus 60 km Entfernung zu sehen. Er ist der Ursprungsort einer mongolischen Sage von tapferen Männern, welche die Reichen zugunsten der Armen beraubt haben sollen, ähnlich wie Robin Hood.
Die Lavahöhle Taliin Agui ist mehr als 200 m lang und fasst ca. 100.000 Kubikmeter. Es handelt sich um eines der größten und spektakulärsten Höhlensysteme in der Mongolei, mit insgesamt 7 Kammern. Der Eingang ist während eines großen Teiles des Jahres zugefroren und ist meistens erst ab August zugänglich.
Das Dünengebiet Molzog Els ist etwa 250 km² groß und liegt im Süden der Sum Ongon und Dariganga. Das Gebiet ist von mehreren kleinen Seen umgeben, darunter der Ganga-See. Es wird von Strauchwerk eingerahmt, welches den Transport des Sandes bremst, und so die Dünen am Abwandern hindert.
Der Ganga-See dient im Herbst als Sammelplatz für tausende von Kranichen und anderen Zugvögeln. Er liegt 17 km südlich des Verwaltungszentrums von Dariganga. Das Gebiet um den See ist als Schutzgebiet ausgewiesen, sein Ökosystem ist aber durch die Beweidung der Ufer weiterhin gefährdet.

## Administrative Gliederung

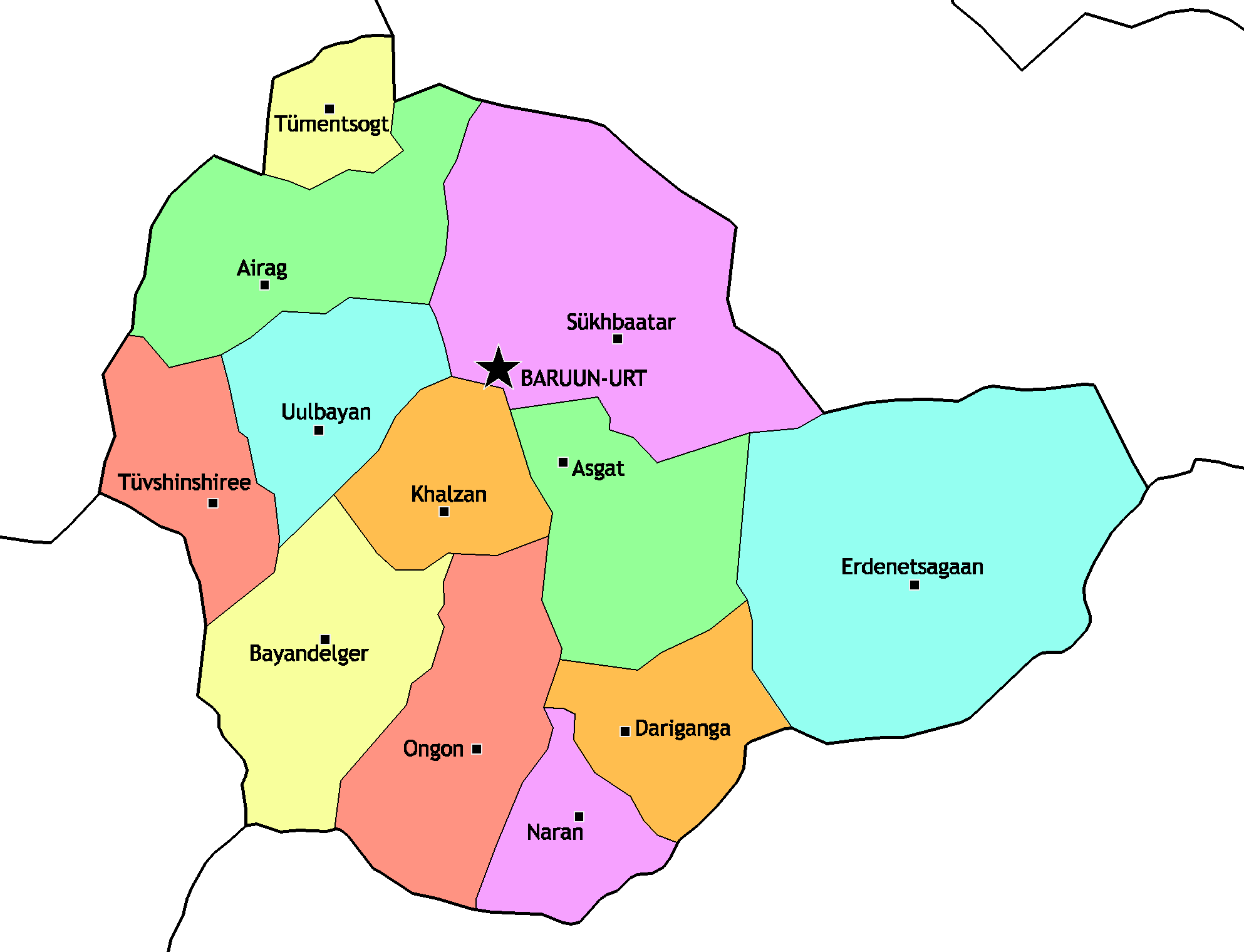
Die Sum des Süchbaatar-Aimag (englische Schreibweise der Namen)

| Sum             | Mongolisch   | Sum Bevölkerung 2008 Schätzung | Sum Zentrum Bevölkerung 2008 Schätzung |
| --------------- | ------------ | ------------------------------ | -------------------------------------- |
| Asgat           | Асгат        | 1.775                          | 445                                    |
| Bajandelger     | Баяндэлгэр   | 4.560                          | 1.159                                  |
| Baruun-Urt *    | Баруун-Урт   | 15.549                         | 12.944                                 |
| Chaldsan        | Халзан       | 1.622                          | 542                                    |
| Dariganga       | Дарьганга    | 2.884                          | 803                                    |
| Erdenetsagaan   | Эрдэнэцагаан | 6.309                          | 1.564                                  |
| Menchchaan      | Мєнххаан     | 4.335                          | 1.191                                  |
| Naran           | Наран        | 1.466                          | 390                                    |
| Ongon           | Онгон        | 3.638                          | 949                                    |
| Süchbaatar      | Сүхбаатар    | 3.263                          | 869                                    |
| Tümentsogt      | Түмэнцогт    | 2.339                          | 708                                    |
| Tüwschinschiree | Түвшинширээ  | 3.035                          | 808                                    |
| Uulbajan        | Уулбаян      | 3.010                          | 775                                    |

* - Aimag-Hauptstadt Baruun-Urt